# Via di segnalazione Hippo
La via Hippo, conosciuta anche come via SWH (acronimo di Salvador-Warts-Hippo), regola le dimensioni degli organi negli animali attraverso il controllo cruciale della proliferazione cellulare e dell'apoptosi.
Il nome deriva direttamente da una delle tre protein-chinasi chiave coinvolte, Hpo (Hippo), oppure dall'acronimo costruito a partire dai nomi di tre componenti principali del pathway: Salvador (Sav), Warts (Wts) e, appunto, Hippo (Hpo). Si tratta di un pathway di segnalazione altamente conservato a livello evolutivo, testimoniato dalla sua presenza in forma sostanzialmente simile in un'ampia gamma di specie animali, spaziando dagli organismi più semplici fino ai mammiferi. Mutazioni nei geni che codificano per i componenti di questa via possono comprometterne la corretta funzionalità, innescando una proliferazione cellulare deregolata e conducendo a un fenotipo caratterizzato da iperplasia, condizione talvolta descritta, per la sua natura di crescita eccessiva dei tessuti, come "stile ippopotamo".
Crucialmente, la maggior parte dei componenti del pathway di Hippo sono stati inizialmente identificati nel moscerino della frutta (Drosophila melanogaster) attraverso pionieristici studi genetici basati sulla tecnica del mosaico (una metodologia che permette di studiare in vivo l'effetto di mutazioni in cloni cellulari geneticamente distinti all'interno di un organismo altrimenti normale). Significativamente, la dettagliata caratterizzazione di questa via di segnalazione in Drosophila ha permesso di identificare numerosi geni che presentano omologhi nei mammiferi con funzione di riconosciuti oncogeni o oncosoppressori, sottolineando l'importanza fondamentale di questo pathway anche nel contesto della tumorigenesi.

## Introduzione
Un quesito fondamentale nella biologia dello sviluppo concerne le dimensioni degli organi e i meccanismi attraverso i quali la loro crescita si arresta una volta raggiunta una dimensione specifica. La crescita organica è il risultato di processi cellulari finemente regolati, inclusa la divisione cellulare e l'apoptosi (una forma di morte cellulare programmata).
Il pathway di segnalazione di Hippo agisce inibendo la proliferazione cellulare e promuovendo l'apoptosi. Considerando che numerosi tumori sono caratterizzati da una proliferazione cellulare incontrollata, questo pathway riveste un'importanza crescente nello studio del cancro umano. Oltre al suo ruolo nella patologia tumorale, il pathway di Hippo svolge funzioni cruciali nella fisiologia animale, in particolare nel mantenimento e nell'espansione di cellule staminali e cellule progenitrici tessuto-specifiche.

## Meccanismo d'azione
Il pathway di Hippo consiste in una cascata core-chinasica nella quale Hpo fosforila la proteina chinasi Warts (Wts).

### Step 1: Attivazione di Warts
Hpo (MST1/2 nei mammiferi) è un membro della Ste-20, una famiglia altamente conservata di proteine serina/treonina chinasi che regola diversi processi cellulari, inclusi proliferazione cellulare, apoptosi e diverse risposte cellulari indotte da stress.
Parallelamente ad Hpo, altre due proteine agiscono per attivare Wts:
- Misshapen (Msn, MAP4K4/6/7 nei mammiferi);
- Happyhour (Hppy, MAP4K1/2/3/5 nei mammiferi).[6][7][8]

Una volta fosforilata, Wts (LATS1/2 nei mammiferi) diviene attiva. Wts è una chinasi appartenente alla famiglia NDR (nuclear DBF-2-related), una famiglia di chinasi che svolgono un ruolo chiave nella progressione del ciclo cellulare, nella crescita e nello sviluppo. Due proteine note facilitano l'attivazione di Wts:
- Salvador (Sav), nota nei mammiferi come WW45 (perché è una proteina contenente un dominio WW, ovvero una sequenza amminoacidica in cui un triptofano e una prolina invariante sono altamente conservate), può legarsi a Hpo ed essere da esso fosforilata. Grazie a queste interazioni, Salvador agisce come proteina scaffold, promuovendo la fosforilazione di Wts da parte di Hpo.[10]
- Mob as tumor suppressor (Mats), nota nei mammiferi come MOBKL1A/B, viene fosforilata e attivata da Hpo. Questa attivazione permette a Mats di associarsi a Wts e potenziarne l'attività chinasica.[11]

### Step 2: Inattivazione di Yorkie e interazione con le proteine 14-3-3
L'attivazione di Warts induce la sua fosforilazione, con conseguente inattivazione del coattivatore trascrizionale Yorkie (Yki). Questa inattivazione di Yorkie mediata da Warts comporta l'inibizione della crescita cellulare, attraverso la repressione di vari regolatori che la favoriscono indirettamente.
In condizioni di pathway di Hippo non attivo, Yorkie si lega al fattore di trascrizione Scalloped (Sd), formando un complesso Yki-Sd che si localizza nel nucleo. Yorkie, infatti, non possiede la capacità di legare direttamente il DNA. La presenza di questo complesso nucleare permette l'espressione di geni cruciali per la crescita dell'organo, tra cui:
- la ciclina E, che promuove la progressione del ciclo cellulare;
- diap1 (Drosophila inhibitor of apoptosis protein-1), che, come suggerisce il nome, previene l'apoptosi.[12]

Yorkie attiva inoltre:
- l'espressione microRNA bantam, un regolatore positivo della crescita che modula specificamente il numero delle cellule di un tessuto.[13][14]

Fosforilando Yorkie in serina 168, Wts promuove l'associazione di Yorkie con le proteine 14-3-3, che aiutano ad ancorare Yki al citoplasma e prevenire il suo trasporto verso il nucleo. 
Nei mammiferi i due ortologhidi Yki sono:
1. Yes-associated protein (YAP); YAP regola l'espressione di Hoxa1 e Hoxc13 nel topo e nelle cellule epiteliali umane sia in vitro che in vivo.[18]
2. Trascriptional Coactivator with PDZ-binding motif (TAZ).[19] Quando attivati, YAP e TAZ possono legarsi a diversi fattori di trascrizione, inclusi p73, Runx2 e diversi TEADs.[20]

## Regolatori a monte della cascata core-chinasica Hpo/Wts
I regolatori a monte della cascata core-chinasica Hpo/Wts comprendono:
- la proteina transmembrana Fat (FAT1-4 nei mammiferi);
- diverse proteine ancorate alla membrana plasmatica.

Fat, essendo una caderina non classica funziona come recettore di un ligando che non è stato ancora ben identificato.
Sebbene si sappia che Fat possa legarsi a Dachsous (Ds, un'altra caderina atipica) durante il patterning dei tessuti, rimane ancora da scoprire il ruolo di Ds nella regolazione della crescita dei tessuti.

### Ruolo di FAT nella formazione del complesso KEM per l'attivazione del pathway di Hippo
Fat è riconosciuto come regolatore a monte del pathway di Hpo. Fat attiva Hpo in questo modo:
1. Legame ligando sconosciuto - FAT;
2. Attivazione FAT-mediata della proteina (presente nel dominio apicale cellulare) Expandend (Ex), detta FRMD6/Willin nei mammiferi.
3. Ex interagisce con altre due proteine localizzate apicalmente: Kibra (KIBRA nei mammiferi) e Merlin (Mer; NF2 nei mammiferi), per formare il complesso KEM (Kibra-Ex-Mer);
4. Il complesso KEM interagisce fisicamente con la cascata chinasica[22]Hpo, localizzando quindi la cascata core-chinasica alla membrana plasmatica per l'attivazione.[23]
5. Sia Ex che Mer sono proteine contenenti domini FERM, mentre Kibra, come Sav è una proteina con dominio WW.[24]"

### Ruolo di FAT nella degradazione di Wts per l'inibizione del pathway di Hippo: ruolo della miosina Dachs
Fat può inoltre regolare Wts indipendentemente da Ex/Hpo, attraverso l'inibizione della miosina non convenzionale Dachs. Di norma, Dachs può legarsi a Wts e promuoverne la degradazione.

## Il pathway di Hippo nel cancro
Nel moscerino della frutta, il pathway di segnalazione di Hippo coinvolge una cascata chinasica che interessa le proteine chinasi Salvador (Sav), Warts (Wts) e Hippo (Hpo).
Molti dei geni coinvolti nel signaling di Hippo sono riconosciuti come geni oncosoppressori: essi sono mutati ad esempio nei cancri umani.

### FAT come gene oncosoppressore
Mutazioni in FAT4 sono state riscontrate nel tumore alla mammella;

### Merlina (NF2 umana) come gene oncosoppressore
NF2 è mutata negli scwannomi familiari e sporadici

### Salvador (WW45) e Mats (MOBK1B) come oncosoppressori
Altri oncosoppressori sono mutati nei cancri umani. Per esempio:
- diverse lignaggi di cellule tumorali umane presentano mutazioni delle proteine WW45 e MOBK1B.[29][30]

### YAP come oncogene
Yki/YAP/TAZ sono identificati come oncogeni. YAP/TAZ può riprogrammare le cellule del cancro in cellule staminali tumorali. YAP è stata rilevata in alte concentrazioni in alcuni cancri umani come:
- tumore alla mammella;
- carcinoma del colon-retto;
- tumore del fegato.[32][33][34]

Il ruolo di YAP come oncogene potrebbe essere spiegato attraverso una funzione della proteina identificata solo di recente: YAP favorisce l'elusione, o il "bypass", dell'inibizione da contatto. Questa è una proprietà di controllo della crescita cellulare cruciale, soprattutto in colture cellulari, dove la proliferazione cessa una volta raggiunta la confluenza.
L'inibizione da contatto è generalmente compromessa nelle cellule tumorali, consentendo loro di proliferare in modo incontrollato.
Nel paper citato, viene dimostrato che la sovraespressione di YAP contrasta l'inibizione da contatto, permettendo alle cellule di proliferare nonostante la densità cellulare.

### Scoperte recenti relative all'incidenza di Hippo nella tumorigenesi
Ricerche recenti, guidate da Marc Kirschner e collaboratori, hanno rivelato che le componenti del pathway di HIPPO potrebbero avere un ruolo meno centrale di quanto precedentemente ipotizzato. 
In particolare, l'inattivazione del pathway di HIPPO ha amplificato l'efficacia di 15 farmaci chemioterapici approvati dalla FDA, promuovendo la chemo-ritenzione. In un altro studio, le chinasi del pathway di HIPPO LATS1/2 sembrano sopprimere la cancer-immunity nei topi

## Il ruolo del pathway di Hippo nella regolazione della grandezza degli organi umani
Il cuore è il primo organo a formarsi durante l'ontogenesi dei mammiferi, sottolineandone l'importanza vitale. 
Per garantire la sopravvivenza dell'individuo, il cuore deve svilupparsi con dimensioni adeguate e piena funzionalità. La perdita di cardiomiociti, in seguito a lesioni o patologie, conduce all'insufficienza cardiaca, una delle principali cause di morbilità e mortalità umana. 
Purtroppo, il potenziale rigenerativo del cuore è limitato. Ricerche recenti suggeriscono un ruolo chiave del pathway di HIPPO nella regolazione della proliferazione dei cardiomiociti e nella determinazione delle dimensioni del cuore. Ad esempioː
1. Diversi segnali che agiscono a monte nel pathway di HIPPO (lo stress meccanico, signaling accoppiato ai GPCR, stress ossidativo) giocano un ruolo critico nella fisiologia cardiaca;
2. L'inattivazione del pathway di Hippo favorisce la rigenerazione cardiaca;
3. L'attivazione di un effettore a valle del pathway di HIPPO, in particolare i coattivatori trascrizionali proteici yes-associated (YAP), promuove la rigenerazione cardiaca. La proteina YAP sembra modulare il destino dei cardiomiociti attraverso diversi meccanismi trascrizionali.[40][41]

## Tabella delle componenti coinvolte nel pathway di Hippo
| Drosophila melanogaster        | Ortologo umano                                                               | Descrizione della Proteina & Ruolo nel Pathway di Hippo. |
| ------------------------------ | ---------------------------------------------------------------------------- | --- |
| Dachsous (Ds)                  | DCHS1, DCHS2                                                                 | Caderina atipica che potrebbe agire da ligando per il recettore "Fat". |
| Fat (Ft)                       | FAT1, FAT2, FAT3, FAT4 (FATJ)                                                | Caderina Atipica che potrebbe agire da recettore nel pathway di Hippo. |
| Expanded (Ex)                  | FRMD6/Willin                                                                 | Proteina atipica contenente un dominio FERM; si associa con Kibra e Mer come regolatore a monte della cascata core kinase. |
| Dachs (Dachs)                  | Miosina non convenzionale che può legare Wts, promuovendone la degradazione. | |
| Kibra (Kibra)                  | WWC1                                                                         | Proteina apicale contenente un dominio WW; si associa a Ex e Mer come regolatore a monte della cascata core kinase. |
| Merlin (Mer)                   | NF2                                                                          | Proteina apicale contenente un dominio FERM; si associa con Ex e Kibra per formare un regolatore a monte della cascata core kinase. |
| Hippo (Hpo)                    | MST1, MST2                                                                   | Chinasi Sterile-20-type che fosforila e attiva Wts. |
| Salvador (Sav)                 | WW45 (SAV1)                                                                  | Proteina con dominio WW che potrebbe agire da proteina scaffold, facilitando la fosforilazione di Warts tramite Hippo. |
| Warts (Wts)                    | LATS1, LATS2                                                                 | Chinasi correlata a Nuclear DBF-2 che fosforila e inattiva Yki. |
| Mob as tumor suppressor (Mats) | MOBKL1A, MOBKL1B                                                             | Chinasi che si associa a Wts per potenziare la sua attività catalitica. |
| Yorkie (Yki)                   | YAP, TAZ                                                                     | Co-attivatore trascrizionale che si lega a Sd nella sua forma non fosforilata (attiva) per attivare l'espressione di bersagli trascrizionale che promuovono la crescita cellulare, la proliferazione cellulare e che prevengono l'apoptosi. |
| Scalloped (Sd)                 | TEAD1, TEAD2, TEAD3, TEAD4                                                   | Fattore di trascrizione che lega Yki per regolare l'espressione dei geni bersaglio. |